# Pinot meunier

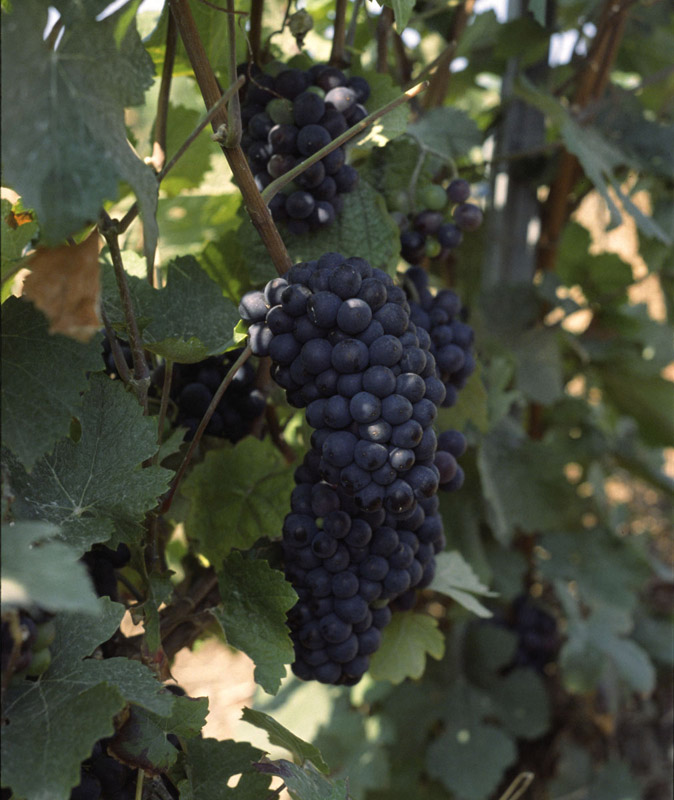
Racimo de pinot meunier.

La pinot meunier (pronunciado /pino mønje/), también conocida como meunier o como schwarzriesling (pronunciado /ˈʃvaʁt͡sˌʁiːslɪŋ/), es una variedad de uva tinta. Es conocida por ser una de las tres variedades principales utilizadas en la producción de champán (las otras dos son la pinot noir y la chardonnay). Hasta hace poco, los productores de la región de Champaña (en francés Champagne) no valoraban especialmente a la pinot meunier, y preferían usar otras variedades más nobles, pero ahora la pinot meunier está ganando reconocimiento por el cuerpo y la riqueza que aporta al champán. La pinot meunier ocupa un tercio de las plantaciones de la región de Champaña. La meunier es una mutación de la pinot: sus capas celulares interiores cuentan con un genotipo similar al de la pinot noir o la pinot gris, no obstante, la epidermis tiene una mutación en el genotipo. La pinot meunier fue mencionada por primera vez en el siglo XVI. El nombre viene de que la palabra alemana müller y la palabra francesa meunier significan "molinero", lo que hace referencia a que cuenta con algo similar a un polvo blanco, como la harina, en la parte inferior de sus hojas.

## Ampelografía
La pinot meunier puede ser identificada por los ampelógrafos por sus hojas dentadas. Las hojas tienen un vello blanco en su envés parecido a la harina espolvoreada. El nombre "meunier" proviene de la palabra francesa que significa "molinero". Estos detalles blancos también han justificado muchos sinónimos, como dusty miller en Inglaterra, farineaux y norinin enfariné en Francia y müllerrebe y müller-traube en Alemania. A pesar de esta característica tan habitual, algunos clones de pinot meunier tienen una mutación que hace que carezcan de ese vello blanco, lo que ha hecho que algunos ampelógrafos crean que la pinot noir y la pinot meunier tienen un vínculo bastante más cercano de lo que se pensaba.
En investigaciones innovadoras, Paul K. Boss y Mark R. Thomas, del CSIRO Plant Industry and Cooperative Research Centre for Viticulture en Glen Osmond, Australia, descubrieron que la pinot meunier tiene una mutación (VvGAI1) que le impide que reaccionar con el ácido giberélico, una la hormona del crecimiento de la planta. Esto conduce a un crecimiento diferente de las hojas, con pelo blanco, de y los brotes y también a un ligero retraso en su crecimiento. Esto explica por qué las vides de pinot meunier tienden a ser un poco más pequeñas que las de pinot noir. La mutación existe sólo en la capa más externa de células, la capa L1 o "epidérmica", es decir, que la pinot meunier es una mutación quimérica. A través de cultivo de tejidos se puede separar de plantas a las plantas que contienen los genotipos mutantes (L1) y no mutantes (L2). Los brotes de las mutantes no pueden producir espirales completas (conocidas como zarcillos) al crecer, por lo que parece que el ácido giberélico convierte los brotes de la vid en zarcillos.

## Regiones

### Francia

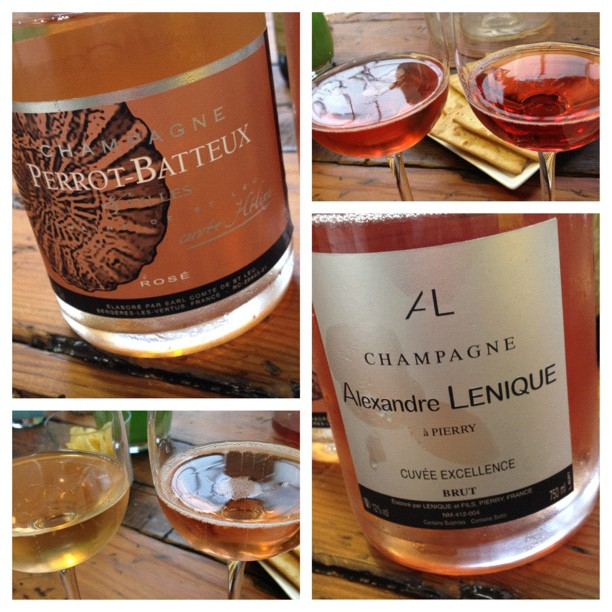
Champán rosado espumoso. Abajo a la izquierda un varietal de pinot noir y arriba a la derecha un varietal de pinot meunier.

La pinot meunier es una de las uvas más plantadas de Francia, pero es bastante desconocida por la mayoría de los consumidores y rara vez aparece en las etiquetas. La uva ha sido favorecida por los viticulturos del norte de Francia debido a su capacidad para florecer y madurar con mayor fiabilidad que la pinot noir. La tendencia de la vid a florecer más tarde en la estación de crecimiento y su maduración más temprana hacen que sea menos susceptible al desarrollo del coulure. Durante los dos últimos siglos la pinot meunier ha sido la variedad más plantada de Champaña, representando más del 40% del total de las plantaciones de la región. Es más frecuente en los viñedos del norte de Champaña, como el valle del Marne y el departamento de Aisne, que son más fríos. También se cultiva ampliamente en la región de Aube, donde la pinot noir y la chardonnay no maduran completamente.
Comparado con la pinot noir, la pinot meunier produce vinos más ligeros, con una acidez ligeramente más alta, aunque puede contener niveles similares de azúcar y de alcohol. Cuando forma parte de un champán de mezcla, la pinot meunier contribuye a dar sabores aromáticos y afrutados al vino. Los champanes con proporciones sustanciales de pinot meunier tienden a no tener tanto potencial de envejecimiento como los champanes que están compuestos mayoritariamente de charonnay o pinot noir. 
Por ello, el champán que contiene esta variedad está pensado para consumirse joven, cuando la caractéristica suave y afrutada de la pinot noir está en su punto más alto. Una excepción notable es la de la bodega de Krug, que guarda vino de pinot noir en barricas antiguas y prestigiosas.
Durante el siglo XIX, la pinot meunier fue plantada ampliamente en el norte de Francia, sobre todo en la cuenca parisina. Se podía encontrar desde la mitad norte del país, hasta el valle del Loira y la región de Lorraine.
Hoy, además de en Champaña, se puede encontrar pinot meunier en cantidades cada vez más escasas en las regiones del valle del Loira de Touraine y Orleans, así como en las regiones de Cotes de Toul y Moselle. En esas regiones, la pinot meunier se usa para hacer vinos de cuerpo ligero tintos y rosados. Estos vinos a menudo tienen un estilo de vin gris, que se caracteriza por su color rosa claro.

### Otras regiones
En Alemania, la pinot meunier se usa a menudo para hacer vinos tintos bajo los sinónimos schwarzriesling, müllerrebe y müller-traube. El estilo de estos vinos va de los simples, a los ligeros, a los apagados (halbtrocken) y a los ricos, secos y substanciales. En los últimos tiempos, la variedad se ha usado para hacer vinos con carácter fresco y afrutado. Muchas plantaciones alemanas de esta variedad (1795 ha de las 2424 ha, o un 74 % en 2006) se encuentran en la región de Württemberg. Ahí se usa para hacer un vino local llamado schillerwein, que se caracteriza por su ligero color rosado y por tener una acidez ligeramente más alta que los vinos de spätburgunder (pinot noir). Algunos viticultores de Württemberg han promovido un clon particular de pinot meunier conocido como samtrot, que se ha desarrollado en la región. También hay viñedos de pinot meunier en cantidades significativas en las regiones vinícolas germanas de Baden, Franconia y el Palatinado. A pesar de la conexión de la variedad con Champaña, en Alemania solamente se ha popularizado la schwarzriesling para el vino espumoso sekt. El sket no se hace mezclando a la pinot meunier con ninguna otra uva del champán, sino que solamente se hace con schwarzriesling. La pinot meunier también crece en las zonas germanoparlantes de Suiza y, en pequeñas cantidades, en Austria.
En California, los productores estadounidenses de vino espumoso quisieron emular los métodos de Champaña y empezaron a plantar pinot meunier en la década de 1980. En la actualidad, la mayoría de las plantaciones californianas de esta variedad se encuentran en la AVA Carneros. Las bodegas Bouchaine Vineyards, Mumm Napa y Domaine Chandon son de las pocas del valle de Napa que producen vinos de pinot meunier sin gas. En Australia, la uva ha tenido una historia más larga que la pinot noir. En la región de Grampians, de Victoria, la pinot meunier fue conocida como miller's Burgundy y fue usada para producir vinos tintos varietales. A finales del siglo XX las plantaciones de esta variedad empezaron a declinar hasta que, en los años 2000, un aumento del interés en los vinos espumosos de Champaña produjo un interés renovado en la pinot meunier. Recientemente, la industria vinícola de Nueva Zelanda ha empezado a emplear la pinot meunier para vinos normales y espumosos. Como vino tinto varietal, la pinot meunier tiende a producir vinos ligeramente amermelados y afrutados, con una acidez moderada y pocos taninos.

## Posibles parentescos
Ferdinand Regner propuso que la pinot meunier (schwarzriesling)
era un pariente de la pinot noir pero este trabajo no ha podido reproducirse y podría estar superado por las investigaciones australianas.
La Wrotham pinot es una pinot seleccionada en Inglaterra que tiene alguna similitudes con la pinot meunier. La Wrotham pinot es parecida a una meunier, y cuenta incluso con el vello blanco en las hojas. No obstante, es particularmente resistente a las enfermedades, tiene un contenido natural de azúcar más alto y madura dos semanas antes que la meunier. No hay evidencias genéticas que prueben que se trata de un clon de la pinot meunier.

## Sinónimos
La pinot meunier es conocida bajo varios sinónimos: auvernat meunier, blanc meunier, blanche feuille, carpinet, cerny mancujk, créedinet, dusty miller, farineux noir, fernaise, frésillon, fromenté, frühe blaue müllerrebe, goujeau, gris meunier, meunier, meunier gris, miller grape, miller's Burgundy, molnár töke, molnár töke kék, molnárszölö, morillon tacone, morone farinaccio, moucnik, müllerrebe, muller-traube, noirin enfariné, noirien de vuillapans, pineau meunier, pino meine, pinot negro, plant de brie, plant meunier, plant munier, postitschtraube, rana modra mlinaria, rana modra mlinarica, resseau, riesling noir, sarpinet, trézillon y Wrotham pinot.